# ریجلند (میسیسیپی)
ریجلند (به انگلیسی: Ridgeland) شهری در ایالت میسیسیپی کشور ایالات متحده آمریکا است که جمعیت آن در سرشماری سال ۲۰۱۰ میلادی، ۲۴٬۰۴۷
نفر بوده‌است.